# Ivan Leopol'dovič Lorenc
Ivan Leopol'dovič Lorenc (in russo Иван Леопольдович Лоренц?; Łódź, 2 ottobre 1890 – 28 luglio 1941) è stato un rivoluzionario e diplomatico sovietico.

## Biografia
Nel 1913 Lorenc si laureò alla Facoltà di Legge dell'Università di San Pietroburgo e continuò a studiare nella stessa città all'Istituto di Artiglieria Michajlovskoe, dove si laureò nel 1915. Successivamente prestò servizio nell'esercito imperiale russo.
Da marzo a giugno 1918, Lorenc fu assegnato al Commissariato del popolo per gli affari esteri della RSFSR a Petrograd quando venne inviato a Berlino fino a novembre di quell'anno, per soddisfare la posizione in rappresentanza della Russia sovietica in Germania.